# Sankt Anna och Gryts skärgårdar
Sankt Anna och Gryts skärgårdar este o arie protejată (arie specială de conservare — SAC, sit de importanță comunitară — SCI, arie de protecție specială avifaunistică — SPA) din Suedia întinsă pe o suprafață de 12.884,1 ha, integral pe uscat.

## Localizare
Centrul sitului Sankt Anna och Gryts skärgårdar este situat la coordonatele 58°23′23″N 17°04′55″E / 58.3898°N 17.0819°E.

## Înființare
Situl Sankt Anna och Gryts skärgårdar a fost declarat sit de importanță comunitară în decembrie 1995 pentru a proteja 23 de specii de animale. Alte tipuri de protecție:
- arie de protecție specială avifaunistică (în ianuarie 2002)[2]
- arie specială de conservare (în martie 2011)[1][3][4]

## Biodiversitate
Situată în ecoregiunile boreală și marină baltică, aria protejată conține 19 habitate naturale: Faleze cu vegetație de pe coastele atlantice și baltice, Alvar nordic și șisturi calcaroase precambriene, Păduri acidofile de stejar bătrân cu Quercus robur pe câmpii nisipoase, Mlaștini turboase de tranziție și turbării mișcătoare, Golfuri mici largi și golfuri puțin adânci, Pajiști fino-scandinave uscate până la mezice, bogate în specii de altitudine mică, Recifuri, Pășuni din zone de pădure fino-scandinave, Pășuni de coastă din Baltica boreală, Roci stâncoase cu vegetație pionieră de Sedo-Scleranthion sau Sedo albi-Veronicion dillenii, Pante stâncoase silicioase cu vegetație casmofită, Păduri fino-scandinave bogate în ierburi cu Picea abies, Păduri caducifoliate de mlaștină fino-scandinave, Vegetație perenă pe țărmurile stâncoase, Taiga vestică, Mlaștini împădurite, Păduri de stejar sau de stejar și carpen sub-atlantice și medio-europene de Carpinion betuli, Lagune de coastă, Insulițe și insule mici din Baltica boreală.
La baza desemnării sitului se află mai multe specii protejate:
- păsări (20): minunița (Aegolius funereus), rață lingurar (Anas clypeata), pietruș (Arenaria interpres), caprimulg (Caprimulgus europaeus), ciocănitoare neagră (Dryocopus martius), vânturel roșu (Falco tinnunculus), sfrâncioc roșiatic (Lanius collurio), pescăruș negricios (Larus fuscus), rață catifelată (Melanitta fusca), vultur pescar (Pandion haliaetus), Phalacrocorax carbo sinensis, lup de mare mic (Stercorarius parasiticus), pescăriță mare (Sterna caspia), chiră de baltă (Sterna hirundo), Sterna paradisaea, silvie porumbacă (Sylvia nisoria), cocoșul de mesteacăn (Tetrao tetrix tetrix),  cocoș de munte (Tetrao urogallus), fluierarul cu picioare roșii (Tringa totanus), Uria aalge
- mamifere (1): Halichoerus grypus
- nevertebrate (2): rădașcă (Lucanus cervus), Vertigo angustior